# Ruta 407 (Costa Rica)
La Ruta 407, oficialmente Ruta Nacional Terciaria 407, es una ruta nacional de Costa Rica ubicada en la provincia de Cartago.

## Descripción
En la provincia de Cartago, la ruta atraviesa el cantón de Cartago (los distritos de Corralillo, Quebradilla).